# Luka Zahovič
Luka Zahovič (Guimarães, 15 novembre 1995) è un calciatore sloveno, attaccante del Górnik Zabrze.

## Biografia
È figlio dell'ex attaccante sloveno, Zlatko Zahovič, considerato da molti il miglior calciatore della storia del suo paese.

## Carriera

### Club
Cresciuto calcisticamente nelle giovanili di rispettivamente Valencia e Benfica, passa poi nel 2009 al Maribor, dove con la primavera slovena si mette in evidenza, disputando nel febbraio 2013 un buon Torneo di Viareggio, segnando due reti in tre incontri. Il 26 maggio successivo, debutta da professionista in prima squadra, nella partita di campionato pareggiata 2-2 in casa contro il Aluminij. Nell'estate 2013 passa in prestito al Veržej club di seconda serie slovena dove gioca dieci partite realizzando anche tre reti. Il 28 novembre 2013 tornato al Maribor, ha esordito nella fase a gironi della UEFA Europa League. Il 26 luglio 2014 segna le sue prime due reti in carriera, siglando una doppietta decisiva, nella partita interna vinta per 3-2 in rimonta contro il Radomlje. Il 17 settembre successivo, fa il suo esordio anche nella fase a gironi di Champions League segnando al debutto, nei minuti finali della partita pareggiata 1-1 in casa contro lo Sporting Lisbona. Nella stagione 2014-2015 totalizza globalmente in tutte le competizioni 38 presenze segnando 15 reti.
Nell'agosto 2015 passa all'Heerenveen, firmando un contratto triennale con la società olandese dove racimola tra campionato e coppa nazionale, solamente 8 presenze tuttavia senza mai andare a segno. Nell'agosto 2016 fa ritorno dopo solamente una stagione, in prestito al Maribor, per poi essere riscattato interamente dalla società slovena nel maggio 2017, rinnovandogli pure il contratto fino al giugno 2020. Nella stagione 2016-2017, viene proclamato come miglior giovane del campionato sloveno, tuttavia con il Maribor nelle due stagioni successive si laurea capocannoniere della massima serie slovena, per due volte consecutive, realizzando in entrambe le occasioni 18 reti, sia nella stagione 2017-2018, che nella stagione 2018-2019.

### Nazionale
Compie tutta la trafila delle nazionali giovanili slovene. Nel maggio del 2012, ha disputato con la nazionale Under-17 slovena il Campionato europeo di calcio Under-17 2012.
Il 2 giugno 2015 ha esordito con la nazionale Under-21 slovena in un'amichevole vinta per 3-0 contro i pari età della Grecia, dove è andato a segno al debutto. Nel giugno 2018 viene convocato nella nazionale maggiore, per l'amichevole contro il Montenegro, tuttavia senza mai scendere in campo. Fa il suo esordio nella nazionale slovena il 16 ottobre dello stesso anno, subentrando al 75º al posto di Rene Krhin nella partita di UEFA Nations League pareggiata 1-1 in casa contro il Cipro.

## Statistiche

### Presenze e reti nei club
Statistiche aggiornate al 30 marzo 2021.
| Stagione        | Squadra         | Campionato      | Campionato | Campionato | Coppe nazionali | Coppe nazionali | Coppe nazionali | Coppe continentali | Coppe continentali | Coppe continentali | Altre coppe | Altre coppe | Altre coppe | Totale | Totale |
| Stagione        | Squadra         | Comp            | Pres       | Reti       | Comp            | Pres            | Reti            | Comp               | Pres               | Reti               | Comp        | Pres        | Reti        | Pres   | Reti   |
| --------------- | --------------- | --------------- | ---------- | ---------- | --------------- | --------------- | --------------- | ------------------ | ------------------ | ------------------ | ----------- | ----------- | ----------- | ------ | ------ |
| 2012-2013       | Maribor         | 1. SNL          | 1          | 0          | CS              | 0               | 0               | UCL+UEL            | 0                  | 0                  | SS          | 0           | 0           | 1      | 0      |
| 2013-2014       | Maribor         | 1. SNL          | 11         | 0          | CS              | 2               | 1               | UCL+UEL            | 0+1                | 0                  | SS          | 0           | 0           | 14     | 1      |
| 2013-2014       | Veržej          | 2. SNL          | 10         | 3          | CS              | 0               | 0               | -                  | -                  | -                  | -           | -           | -           | 10     | 3      |
| 2014-2015       | Maribor B       | 3. SNL          | 1          | 3          | -               | -               | -               | -                  | -                  | -                  | -           | -           | -           | 1      | 3      |
| 2014-2015       | Maribor         | 1. SNL          | 30         | 12         | CS              | 3               | 2               | UCL                | 5                  | 1                  | -           | -           | -           | 38     | 15     |
| lug.-ago. 2015  | Maribor         | 1. SNL          | 3          | 1          | CS              | 0               | 0               | UCL                | 1                  | 0                  | -           | -           | -           | 4      | 1      |
| set. 2015-2016  | Heerenveen      | ED              | 6          | 0          | CO              | 2               | 0               | -                  | -                  | -                  | -           | -           | -           | 8      | 0      |
| 2016-2017       | Maribor         | 1.SNL           | 28         | 15         | CS              | 5               | 1               | -                  | -                  | -                  | -           | -           | -           | 33     | 16     |
| 2017-2018       | Maribor         | 1.SNL           | 25         | 18         | CS              | 0               | 0               | UCL                | 5                  | 1                  | -           | -           | -           | 30     | 19     |
| 2018-2019       | Maribor         | 1.SNL           | 32         | 18         | CS              | 5               | 0               | UEL                | 6                  | 1                  | -           | -           | -           | 43     | 19     |
| 2019-2020       | Maribor         | 1.SNL           | 28         | 10         | CS              | 1               | 0               | UCL+UEL            | 1+2                | 0                  | -           | -           | -           | 32     | 10     |
| lug.-ott. 2020  | Maribor         | 1.SNL           | 1          | 0          | CS              | 0               | 0               | UEL                | 0                  | 0                  | -           | -           | -           | 1      | 0      |
| Totale Maribor  | Totale Maribor  | Totale Maribor  | 159        | 74         |                 | 16              | 4               |                    | 21                 | 3                  |             | 0           | 0           | 196    | 81     |
| ott. 2020-2021  | Pogoń Stettino  | E               | 25         | 2          | CP              | 2               | 1               | -                  | -                  | -                  | -           | -           | -           | 27     | 3      |
| 2021-2022       | Pogoń Stettino  | E               | 30         | 11         | CP              | 1               | 0               | UECL               | 2                  | 0                  | -           | -           | -           | 33     | 11     |
| Totale Carriera | Totale Carriera | Totale Carriera | 231        | 93         |                 | 21              | 5               |                    | 23                 | 3                  |             | 0           | 0           | 275    | 101    |

### Cronologia presenze e reti in nazionale
| Cronologia completa delle presenze e delle reti in nazionale ― Slovenia | Cronologia completa delle presenze e delle reti in nazionale ― Slovenia | Cronologia completa delle presenze e delle reti in nazionale ― Slovenia | Cronologia completa delle presenze e delle reti in nazionale ― Slovenia | Cronologia completa delle presenze e delle reti in nazionale ― Slovenia | Cronologia completa delle presenze e delle reti in nazionale ― Slovenia | Cronologia completa delle presenze e delle reti in nazionale ― Slovenia | Cronologia completa delle presenze e delle reti in nazionale ― Slovenia |
| Data                                                                    | Città                                                                   | In casa                                                                 | Risultato                                                               | Ospiti                                                                  | Competizione                                                            | Reti                                                                    | Note                                                                    |
| ----------------------------------------------------------------------- | ----------------------------------------------------------------------- | ----------------------------------------------------------------------- | ----------------------------------------------------------------------- | ----------------------------------------------------------------------- | ----------------------------------------------------------------------- | ----------------------------------------------------------------------- | ----------------------------------------------------------------------- |
| 16-10-2018                                                              | Lubiana                                                                 | Slovenia                                                                | 1 – 1                                                                   | Cipro                                                                   | UEFA Nations League 2018-2019 - 1º turno                                | -                                                                       | 75’                                                                     |
| 24-3-2019                                                               | Lubiana                                                                 | Slovenia                                                                | 1 – 1                                                                   | Macedonia del Nord                                                      | Qual. Euro 2020                                                         | -                                                                       | 90+1’                                                                   |
| 10-6-2019                                                               | Riga                                                                    | Lettonia                                                                | 0 – 5                                                                   | Slovenia                                                                | Qual. Euro 2020                                                         | -                                                                       | 77’                                                                     |
| 27-3-2021                                                               | Soči                                                                    | Russia                                                                  | 2 – 1                                                                   | Slovenia                                                                | Qual. Mondiali 2022                                                     | -                                                                       | 86’ 89’                                                                 |
| 30-3-2021                                                               | Strovolos                                                               | Cipro                                                                   | 1 – 0                                                                   | Slovenia                                                                | Qual. Mondiali 2022                                                     | -                                                                       | 81’                                                                     |
| 4-6-2021                                                                | Capodistria                                                             | Slovenia                                                                | 6 – 0                                                                   | Gibilterra                                                              | Amichevole                                                              | -                                                                       | 62’                                                                     |
| 7-9-2021                                                                | Spalato                                                                 | Croazia                                                                 | 3 – 0                                                                   | Slovenia                                                                | Qual. Mondiali 2022                                                     | -                                                                       | 88’                                                                     |
| 8-10-2021                                                               | Ta' Qali                                                                | Malta                                                                   | 0 – 4                                                                   | Slovenia                                                                | Qual. Mondiali 2022                                                     | -                                                                       | 72’                                                                     |
| 11-10-2021                                                              | Maribor                                                                 | Slovenia                                                                | 1 – 2                                                                   | Russia                                                                  | Qual. Mondiali 2022                                                     | -                                                                       | 86’                                                                     |
| 26-3-2022                                                               | Al Rayyan                                                               | Croazia                                                                 | 1 – 1                                                                   | Slovenia                                                                | Amichevole                                                              | -                                                                       | 78’                                                                     |
| 29-3-2022                                                               | Al Rayyan                                                               | Qatar                                                                   | 0 – 0                                                                   | Slovenia                                                                | Amichevole                                                              | -                                                                       | 46’                                                                     |
| 2-6-2022                                                                | Lubiana                                                                 | Slovenia                                                                | 0 – 2                                                                   | Svezia                                                                  | UEFA Nations League 2022-2023 - 1º turno                                | -                                                                       | 82’                                                                     |
| 5-6-2022                                                                | Belgrado                                                                | Serbia                                                                  | 4 – 1                                                                   | Slovenia                                                                | UEFA Nations League 2022-2023 - 1º turno                                | -                                                                       | 84’                                                                     |
| 20-11-2022                                                              | Lubiana                                                                 | Slovenia                                                                | 1 – 0                                                                   | Montenegro                                                              | Amichevole                                                              | -                                                                       | 81’                                                                     |
| 10-9-2023                                                               | Serravalle                                                              | San Marino                                                              | 0 – 4                                                                   | Slovenia                                                                | Qual. Euro 2024                                                         | -                                                                       | 71’                                                                     |
| Totale                                                                  |                                                                         | Presenze                                                                | 15                                                                      |                                                                         | Reti                                                                    | 0                                                                       |                                                                         |

## Palmarès

### Club

#### Competizioni nazionali
- Campionato sloveno: 5

Maribor: 2012-2013, 2013-2014, 2014-2015, 2016-2017, 2018-2019
- Coppa di Slovenia: 1

Maribor: 2012-2013
- Supercoppa di Slovenia: 2

Maribor: 2013, 2014

### Individuale
- Capocannoniere del campionato sloveno: 2

2017-2018 (18 gol), 2018-2019 (18 gol)